# Тюрин, Иван Григорьевич
Ива́н Григо́рьевич Тю́рин (3 июня 1921, станция Москаленки — 3 апреля 1997, Москва, Российская Федерация) — генерал-майор ракетных войск и артиллерии, ветеран Великой Отечественной, Советско-японской войн, Герой Советского Союза. Один из участников создания Ракетного щита СССР на Дальнем Востоке.

## Биография
Родился 3 июня 1921 года на станции Москаленки (село Ольгино). Окончив в 1939 году местную среднюю школу, работал учителем географии и биологии в Евграфовской неполной средней школе, а с января 1941 года — заведующим Гаркушинской начальной школой здесь же, в Москаленском районе.
19 июля 1941 года был призван в Красную Армию и направлен на учёбу в Томск, во Второе Томское артиллерийское училище, которое окончил в мае 1942 года.
В действующей армии на фронте — с 6 июня 1942 года (начало боёв Воронежско-Ворошиловградской операции РККА). Воевать против гитлеровских захватчиков начал командиром артиллерийского взвода в звании младшего лейтенанта. Воевал на Брянском (лето 1942) и Западном (разгром немецкой группы армий «Центр» фронтах, сражался на северном фасе Курской дуги), воевал на Калининском и 3-м Белорусском фронтах в составе 41-го артиллерийского полка 97-й стрелковой дивизии.
Когда И. Г. Тюрин прибыл на фронт, полк участвовал в боях в Подмосковье, затем был переброшен на усиление северного участка обороны Курской дуги (Курская битва). Наступлением на Витебск войска дивизии и 41-й артиллерийский полк начали участвовать в освобождении Белорусской ССР. В дальнейшем также участвовали в освобождении республик Прибалтики. Закончили войну в Восточной Пруссии (часть фашистской Германии) штурмом Кёнигсберга.
В марте 1945 года И. Г Тюрин был командирован на обучение на должности старшего офицера и не участвовал в самой Кёнигсбергской операции, проведённой войсками в первых числах апреля 1945 года.
Участник боёв против милитаристской Японии (Советско-японская война, август—сентябрь 1945 года).
С декабря 1945 года — командир дивизиона артиллерийского полка (майор). В 1947 году И. Г. Тюрин окончил Высшую офицерскую артиллерийскую школу. В 1954 окончил Военную академию имени М. В. Фрунзе, затем — аттестация на ракетную специализацию в ВАК при Военной артиллерийской академии (1960). С ноября 1954 года — командир истребительно-противотанкового артиллерийского полка. С июня 1957 года — начальник 5-го отдела в Управлении боевой подготовки Группы советских войск в Германии. В РВСН с 1960 года: звание генерал-майора, должность командира ракетной бригады, затем командир ракетной дивизии — участвовал (был первым её командиром) в развёртывании 4-й ракетной Харбинской дивизии оборонительной линии Дальнего Востока (штаб был в городе Нерчинске, близ Читы).
Особая часть биографии — развёртывание Ракетного щита страны в Забайкалье, в Восточной Сибири. Ракетная Харбинская дивизия была создана на основании директивы МО СССР в мае 1960 года. Создана первоначально (комдив — генерал И. Г. Тюрин) как 119 ракетная бригада на базе управления 116-й полевой артиллерийской бригады, частей 46-й танковой Харбинской дивизии (до этого дислоцировавшейся в КНР), 98-й и 36-й школ механиков ВВС и Забайкальского училища лётчиков. Директивой МО СССР в апреле 1961 119-я ракетная бригада преобразована в 4-ю ракетную дивизию. Директивой Генерального штаба Вооружённых сил СССР в октябре 1961 года почётное наименование передано по преемственности от 46-й танковой Харбинской дивизии, которая сформирована была ещё в 1943 году по приказу НКО СССР как 300-я стрелковая дивизия (2-го формирования). Дата годового праздника ракетной дивизии — 1 июля. Штаб располагался в городе Нерчинск Читинской области, в 1964 передислоцирован на станцию Долино Забайкальской железной дороги, с 1965 — в посёлок Дровяная (Чита-46, впоследствии ЗАТО посёлок Горный Улетовского района Читинской области. В июне 1966 года ракетная дивизия генерала Тюрина первой в РВСН была оснащена новыми ракетными комплексами «УР-100» и «Р-36». В различные годы на вооружении дивизии также состояли: Р-16У (8К64У) с 1963 по 1976, УР-100 (8К84) с 1966 по 1974, УР-100К (15А20) и далее другие модификации ракет класса МБР.
После службы в Забайкалье Тюрин служил на объектах РВСН в западной части России. Подчинённые ему части обеспечивали пуски ракет на различных полигонах, в том числе Капустин Яр, Плесецк и другие. C июня 1968 года — начальник учебного центра РВСН в городе Остров Псковской области; с июня 1971 года — заместитель начальника боевой подготовки Ракетных войск СССР.
За выдающиеся заслуги по укреплению обороноспособности СССР в мирное время генерал И. Г. Тюрин в 1971 году указом Верховного Совета СССР был награждён орденом Трудового Красного Знамени.
С сентября 1977 года генерал-майор Иван Тюрин — в запасе, а затем — в отставке, жил в Москве.
Умер 3 апреля 1997 года. Похоронен на аллее генералов — Героев Советского Союза на Троекуровском кладбище.
Русский. Член ВКП(б)/КПСС в 1943—1991 годах.

## Подвиги в Великой Отечественной войне
- В ходе боёв Белорусской стратегической наступательной операции в период с 23 по 27 июля 1944 года во время атаки на позиции обороняющегося противника вывел пушки своей батареи на прямую наводку и расстрелял средства огневой поддержки немцев, в том числе уничтожил 5 пулемётных точек и одну миномётную батарею. Это дало возможность пехоте форсировать малую речку и захватить окопы противника на той стороне. Был представлен к награждению орденом Отечественной войны I степени. По этому представлению фронтовым приказом по 45-му Неманскому стрелковому корпусу № 37/н от 06.08.1944, от имени Президиума Верховного Совета СССР, командир Первой артиллерийской батареи 41-го артиллерийского полка 97-й стрелковой дивизии старший лейтенант Иван Григорьевич Тюрин был награждён орденом Отечественной войны II степени.
- В период боёв Белорусской стратегической наступательной операции в июне-июле 1944 года в ходе огневой поддержки стрелковых частей артбатарея старшего лейтенанта И. Г. Тюрина одной из первых вышла на водный рубеж реки Березина. Все переправы через реку были разрушены противником и офицер Тюрин организовал оперативную постройку плавсредств из подручного материала и обеспечил переправу батареи, организовал огневую поддержку переправившихся частей пехоты. Был вновь представлен к награждению орденом Отечественной войны I степени. По этому представлению фронтовым приказом по 45-му Неманскому стрелковому корпусу № 41/н от 09.08.1944, от имени Президиума Верховного Совета СССР, командир Первой артиллерийской батареи 41-го артиллерийского полка 97-й стрелковой дивизии старший лейтенант Иван Григорьевич Тюрин, во фронтовых условиях, был вновь награждён орденом Отечественной войны II степени.
- В период наступательных боёв с 16 по 26 октября 1944 года (Мемельская операция 3-го Белорусского фронта по разгрому войск противника на территории Прибалтики) сопровождая пехоту артогнём и помощью транспортом части в условиях распутицы, батарея старшего лейтенанта И. Г. Тюрина уничтожила до 10 немецких долговременных огневых точек (дотов) и дзотов, уничтожила при этом более 240 солдат и офицеров противника, 2 миномётные батареи противника и до 20 пулемётных точек. Фронтовым приказом по 45-му Неманскому стрелковому корпусу № 1/н от 06.01.1945, от имени Президиума Верховного Совета СССР, командир артиллерийской батареи 41-го артиллерийского полка 97-й стрелковой Витебской дивизии старший лейтенант Иван Григорьевич Тюрин был награждён орденом Отечественной войны I степени.
- В боях за освобождение Белоруссии и Прибалтики показал мужество и героизм. Командир артиллерийской батареи 41-го артиллерийского полка (97-я стрелковая дивизия, 5-я армия, 3-й Белорусский фронт), член ВКП(б) с 1943 года старший лейтенант Иван Григорьевич Тюрин особо отличился в период проведения Белорусской стратегической наступательной операции (23 июня — 29 августа 1944 года) под кодовым названием «Багратион». В последних числах июня 1944 года во время прорыва обороны неприятеля у деревни Высочаны (Лиозненский район Витебской области Белорусской ССР), вверенная старшему лейтенанту Тюрину батарея уничтожила десять вражеских огневых точек, форсировала реку Лучеса, чем содействовала прорыву советскими войсками линии укреплений гитлеровцев, и выходу их на автомобильную дорогу Витебск—Орша. 2 июля 1944 года командир батареи И. Г. Тюрин участвовал в освобождении города Вилейка Минской области Белорусской ССР. 25 августа 1944 года, находясь в обороне севернее деревни Синтау тай (Шакяйский район, Литовская ССР), командир артиллерийской батареи Тюрин огнём прямой наводкой подбил три вражеских танка.

Указом Президиума Верховного Совета СССР от 24 марта 1945 года за образцовое выполнение боевых заданий командования на фронте борьбы с немецко-фашистскими захватчиками и проявленные при этом мужество и героизм старшему лейтенанту Тюрину Ивану Григорьевичу присвоено звание Герой Советского Союза с вручением ордена Ленина и медали «Золотая Звезда» (№ 6152).

## Награды
- Медаль «Золотая Звезда» Героя Советского Союза (24.03.1945);
- орден Ленина (24.03.1945);
- два ордена Отечественной войны I степени (06.01.1945, 11.03.1985);
- два ордена Отечественной войны II степени (06.08.1944, 09.08.1944);
- орден Трудового Красного Знамени (1971)
- орден Красной Звезды (1956)[4];
- орден «За службу Родине в Вооружённых Силах СССР» III-й степени (1975);
- медали, в том числе:
  - «За боевые заслуги» (1951)[4];
  - «За воинскую доблесть. В ознаменование 100-летия со дня рождения Владимира Ильича Ленина» (1970);
  - «За победу над Германией в Великой Отечественной войне 1941—1945 гг.» (1945);
  - «Двадцать лет Победы в Великой Отечественной войне 1941—1945 гг.» (1965);
  - Тридцать лет Победы в Великой Отечественной войне 1941—1945 гг." (1975);
  - «Сорок лет Победы в Великой Отечественной войне 1941—1945 гг.» (1985);
  - «50 лет Победы в Великой Отечественной войне 1941—1945 гг.» (1995);
  - «Жукова» (1996);
  - «За победу над Японией» (1945);
  - «За взятие Кёнигсберга» (1945);
  - «Ветеран Вооружённых Сил СССР» (1977)
  - «XXX лет Советской Армии и Флота» (1948);
  - «40 лет Вооружённых Сил СССР» (1958);
  - «50 лет Вооружённых Сил СССР» (1968);
  - «60 лет Вооружённых Сил СССР» (1978);
  - «70 лет Вооружённых Сил СССР» (1988);
  - «В память 800-летия Москвы»;
  - «За безупречную службу» I-й степени (1961);
  - нагрудный ветеранский знак-медаль «25 лет Победы в Великой Отечественной войне» (1970).

## Память
- Имя Тюрина И. Г. представлено на Памятной стеле томичей — Героев Советского Союза в Томске в Мемориальном комплексе Лагерного сада.
- Постановлением Читинской областной Думы от 24 ноября 1999 года в закрытом административно-территориальном образовании «Чита-46» (ныне — посёлок Горный) площадь Мира переименована в площадь имени Героя Советского Союза Тюрина Ивана Григорьевича.